# Kościół Ofiarowania Pańskiego w Poznaniu
Kościół Ofiarowania Pańskiego w Poznaniu – rzymskokatolicki kościół parafialny, zlokalizowany w Poznaniu na Wildzie, na terenie jednostki pomocniczej Osiedle Wilda, przy ul. Bluszczowej, w obrębie Cmentarza Bożego Ciała. 

## Historia
9 czerwca 1971 powołano ośrodek duszpasterski pod wezwaniem bł. Bogumiła (rozpoczęcie działalności wyznaczono na 1 lipca 1971). Cmentarz był wówczas zamknięty dla pogrzebów. Działanie ośrodka było źle widziane przez władze komunistyczne, które utrudniały jego działalność (świadczą o tym zapiski w kronice parafialnej). Kaplicę cmentarną przystosowywano do funkcji kościelnych. W 1972 budynek powiększono o dwie nowe kaplice. Aktu poświęcenia obiektu dokonał arcybiskup Antoni Baraniak 7 czerwca 1973. W 1974 inżynier Albin Modzelewski (parafianin) zaprojektował przedłużenie nawy kościoła ku zachodowi oraz wzniesienie balkonu chóru. 24 września 1978 biskup Tadeusz Etter poświęcił salkę katechetyczną.
18 września 1984 arcybiskup Jerzy Stroba powołał lokalną parafię. W 1989 ksiądz Józef Matuszewski przystąpił do wybudowania domu katechetycznego, rozbudowy probostwa i rozbudowy kościoła. 6 kwietnia 1990 spłonął budynek probostwa i plany budowlane zmieniły się – postanowiono na miejscu spalonego probostwa wybudować jeden budynek o dwóch funkcjach: na parterze salki katechetyczne i biuro parafialne, a na piętrze – mieszkanie dla proboszcza i wikariusza. Autorem projektu był Marian Fikus. Pozwolenie na budowę wydano 10 września 1990. W latach 1991 i 1992 budowa została dokończona (z wyjątkiem elewacji zewnętrznej, którą wykończono w 1996). Pierwsze pismo z uzgodnieniami dotyczącymi budowy obecnego  kościoła zostało wystosowane do Kurii Metropolitalnej w Poznaniu 14 listopada 1997. Decyzję zezwalającą na rozpoczęcie budowy kościoła otrzymano 28 października 1998, a 8 listopada 1998 poświęcono plac budowy. 15 marca 1999 rozpoczęto prace murarskie i w tym samym roku mury kościoła wzniesiono do wysokości dachu. W 2000 świątynia otrzymała sklepienie kolebkowe, więźbę dachową i została przykryta papą. Przymocowano też krzyż na szczycie i wmontowano okna oraz drzwi. 31 grudnia 2000 odprawiono pierwszą mszę w nowym obiekcie. W 2001 przykryto kościół dachówką, wykonano elewacje klinkierowe, założono instalacje wewnątrz, położono tynki, wykonano posadzkę marmurową, a na zewnątrz świątynię docieplono. Wzniesiono też budynek gospodarczy. W 2002 kościół wyposażano m.in. w ołtarz, ambonę, chrzcielnicę, tabernakulum, ławki, lampy, części drzwi oraz posadzki w zakrystiach i na chórze. W 2003 w prezbiterium zawieszono drewniane płaskorzeźby przedstawiające scenę Ofiarowania Pańskiego autorstwa Bogdana Puchalskiego.
Uroczystość konsekracji odbyła się 2 lutego 2003 (arcybiskup Stanisław Gądecki). W 2004 posadowiono przy kościele figurę przedstawiającą Matkę Bożą ze świecą w ręku i z wilkami u stóp. Autorką była parafianka, Aleksandra Piasecka. Rzeźbę poświęcił biskup Grzegorz Balcerek, a obecny był wówczas m.in. ojciec Marian Żelazek. 